# مجلس نواب
مجلس نواب (انگلیسی: House of Representatives) یا مجلس نمایندگان یکی از دو مجلس در نظام پارلمانی مراکش است و متشکل از ۳۹۵ نماینده است که برای دوره ۵ ساله برگزیده می شوند